# Metropolia Santa Fe
Metropolia Santa Fe – metropolia Kościoła rzymskokatolickiego obejmująca w całości stany Arizona i Nowy Meksyk w Stanach Zjednoczonych.
Katedrą metropolitarną jest bazylika św. Franciszka z Asyżu w Santa Fe.

## Podział administracyjny
Metropolia jest częścią regionu XIII (AZ, CO, NM, WY)
- Archidiecezja Santa Fe
- Diecezja Gallup
- Diecezja Las Cruces
- Diecezja Phoenix
- Diecezja Tucson

## Metropolici
- John Baptist Lamy (1875 – 1885)
- John Baptist (Jean-Baptiste) Salpointe (1885 – 1894)
- Placide Louis Chapelle (1894 – 1897)
- Peter Bourgade (Bougarde) (1899 – 1908)
- John Baptist Pitaval (1909 – 1918)
- Anthony Thomas Daeger, OFM (1919 – 1932)
- Rudolph Aloysius Gerken (1933 – 1943)
- Edwin Vincent Byrne (1943 – 1963)
- James Peter Davis (1964 – 1974)
- Robert Fortune Sanchez (1974 – 1993)
- Michael Jarboe Sheehan (1993 – obecnie)